# Trí tuệ siêu việt
Trí tuệ siêu việt (tựa gốc: Transcendence) là một phim khoa học viễn tưởng giật gân của Mỹ năm 2014 do Wally Pfister đạo diễn trong vai trò đầu tay và Jack Paglen viết kịch bản. Phim có sự tham gia của Johnny Depp, Rebecca Hall, Paul Bettany, Kate Mara, Cillian Murphy, Cole Hauser và Morgan Freeman. Người cộng tác lâu năm của Pfister là Christopher Nolan đảm nhận vị trí giám đốc sản xuất của dự án.